# اردک مشک
اردک مشک (نام علمی: Biziura lobata) یک اردک وابسته به آب است که بومی جنوب استرالیا است و تنها عضو زنده سردۀ Biziura است.